# Linea 6 (metropolitana di Città del Messico)
La linea 6 della Metropolitana di Città del Messico è caratterizzata dal colore rosso ed è una linea a bassa affluenza, solo la mattina e la sera i suoi convogli sono affollati, serve le delegazioni Azcapotzalco e Gustavo A. Madero.
"El Rosario" è un terminal di superficie mentre da Tezozomoc a Martín Carrera, questa linea diventa sotterranea.
La direzione predominante è da ponente a oriente, nel nord della città. Venne inaugurata il 21 dicembre 1983 da El Rosario a Instituto del Petróleo, l'8 luglio 1986 da Instituto del Petróleo a Martín Carrera.
Il materiale rotabile è composto da treni NM-73 e da tutti quelli riabilitati dai tecnici della metropolitana; vista la bassa affluenza i convogli hanno solo 6 carrozze.
La linea sorge lungo i viali: Tierra Colorada, Av. Ahuehuetes, Esperanza, Refinería Azcapotzalco, Antigua Calz. de Guadalupe, Calz. Azcapotzalco - La Villa, Poniente 134, Ricarte, Colector 13 e Alberto Herrera.

## Stazioni
| Stazione                        | Apertura         | Delegazione       | Interscambio | Tipo di stazione         |
| ------------------------------- | ---------------- | ----------------- | ------------ | ------------------------ |
| El Rosario                      | 21 dicembre 1983 | Azcapotzalco      |              | Di superficie, terminale |
| Tezozómoc                       | 21 dicembre 1983 | Azcapotzalco      | -            | Sotterranea, passante    |
| UAM-Azcapotzalco                | 21 dicembre 1983 | Azcapotzalco      | -            | Sotterranea, passante    |
| Ferrería/Arena Ciudad de México | 21 dicembre 1983 | Azcapotzalco      | -            | Sotterranea, passante    |
| Norte 45                        | 21 dicembre 1983 | Azcapotzalco      | -            | Sotterranea, passante    |
| Vallejo                         | 21 dicembre 1983 | Azcapotzalco      | -            | Sotterranea, passante    |
| Instituto del Petróleo          | 21 dicembre 1983 | Gustavo A. Madero |              | Sotterranea, passante    |
| Lindavista                      | 8 luglio 1986    | Gustavo A. Madero | -            | Sotterranea, passante    |
| Deportivo 18 de Marzo           | 8 luglio 1986    | Gustavo A. Madero |              | Sotterranea, passante    |
| La Villa-Basílica               | 8 luglio 1986    | Gustavo A. Madero | -            | Sotterranea, passante    |
| Martín Carrera                  | 8 luglio 1986    | Gustavo A. Madero |              | Sotterranea, terminale   |